# Grand Champions Cup femminile 2017
La Grand Champions Cup 2017 si è svolta dal 5 al 10 settembre 2017 a Nagoya e Tokyo, in Giappone: al torneo hanno partecipato sei squadre nazionali e la vittoria finale è andata per la seconda volta alla Cina.

## Impianti
|                                                                                     |                                                                                  |  |
|                                                                                     |                                                                                  |  |
| Nagoya Civic General Gymnasium Città: Nagoya Capienza: 10 000 Anno d'apertura: 1987 | Tokyo Metropolitan Gymnasium Città: Tokyo Capienza: 10 000 Anno d'apertura: 1954 |  |

## Regolamento

### Formula
Le squadre hanno disputato un'unica fase con formula del girone all'italiana.

### Criteri di classifica
Se il risultato finale è stato di 3-0 o 3-1 sono stati assegnati 3 punti alla squadra vincente e 0 a quella sconfitta, se il risultato finale è stato di 3-2 sono stati assegnati 2 punti alla squadra vincente e 1 a quella sconfitta.
L'ordine del posizionamento in classifica è stato definito in base a:
- Numero di partite vinte;
- Punti;
- Ratio dei set vinti/persi;
- Ratio dei punti realizzati/subiti;
- Risultati degli scontri diretti.

## Squadre partecipanti
| Squadra       | Qualificazione         | Ultima partecipazione |
| ------------- | ---------------------- | --------------------- |
| Brasile       | 1ª nel ranking CSV     | Giappone 2013         |
| Cina          | 1ª nel ranking AVC     | Giappone 2005         |
| Corea del Sud | Wild card              | Giappone 2009         |
| Giappone      | Paese organizzatore    | Giappone 2013         |
| Russia        | 1ª nel ranking CEV     | Giappone 2013         |
| Stati Uniti   | 1ª nel ranking NORCECA | Giappone 2013         |

## Torneo

### Risultati
| 5 settembre 2017 Tokyo Metropolitan Gymnasium, Tokyo Durata: 1h:43 - Spettatori: 2 100     | Russia        | 1 - 3 | Brasile       | 17-25, 25-23, 23-25, 12-25        |
| 5 settembre 2017 Tokyo Metropolitan Gymnasium, Tokyo Durata: 1h:38 - Spettatori: 4 100     | Stati Uniti   | 1 - 3 | Cina          | 25-18, 18-25, 14-25, 17-25        |
| 5 settembre 2017 Tokyo Metropolitan Gymnasium, Tokyo Durata: 1h:37 - Spettatori: 10 000    | Giappone      | 3 - 0 | Corea del Sud | 25-23, 25-21, 26-24               |
| 6 settembre 2017 Tokyo Metropolitan Gymnasium, Tokyo Durata: 2h:17 - Spettatori: 1 500     | Brasile       | 2 - 3 | Cina          | 20-25, 12-25, 25-20, 25-23, 17-19 |
| 6 settembre 2017 Tokyo Metropolitan Gymnasium, Tokyo Durata: 1h:15 - Spettatori: 3 500     | Corea del Sud | 0 - 3 | Stati Uniti   | 22-25, 20-25, 16-25               |
| 6 settembre 2017 Tokyo Metropolitan Gymnasium, Tokyo Durata: 2h:03 - Spettatori: 10 000    | Russia        | 3 - 1 | Giappone      | 22-25, 25-18, 25-22, 28-26        |
| 8 settembre 2017 Nagoya Civic General Gymnasium, Nagoya Durata: 1h:53 - Spettatori: 850    | Stati Uniti   | 3 - 2 | Russia        | 23-25, 25-21, 19-25, 25-21, 15-9  |
| 8 settembre 2017 Nagoya Civic General Gymnasium, Nagoya Durata: 1h:03 - Spettatori: 2 600  | Cina          | 3 - 0 | Corea del Sud | 25-14, 25-4, 25-12                |
| 8 settembre 2017 Nagoya Civic General Gymnasium, Nagoya Durata: 2h:12 - Spettatori: 8 000  | Giappone      | 3 - 2 | Brasile       | 25-18, 25-27, 25-15, 16-25, 15-6  |
| 9 settembre 2017 Nagoya Civic General Gymnasium, Nagoya Durata: 1h:17 - Spettatori: 2 000  | Russia        | 0 - 3 | Cina          | 20-25, 18-25, 20-25               |
| 9 settembre 2017 Nagoya Civic General Gymnasium, Nagoya Durata: 1h:17 - Spettatori: 4 500  | Brasile       | 3 - 0 | Corea del Sud | 25-15, 25-10, 25-23               |
| 9 settembre 2017 Nagoya Civic General Gymnasium, Nagoya Durata: 2h:26 - Spettatori: 8 000  | Giappone      | 2 - 3 | Stati Uniti   | 25-22, 21-25, 28-26, 21-25, 12-15 |
| 10 settembre 2017 Nagoya Civic General Gymnasium, Nagoya Durata: 1h:14 - Spettatori: 3 000 | Corea del Sud | 0 - 3 | Russia        | 19-25, 16-25, 21-25               |
| 10 settembre 2017 Nagoya Civic General Gymnasium, Nagoya Durata: 1h:24 - Spettatori: 4 100 | Stati Uniti   | 0 - 3 | Brasile       | 20-25, 23-25, 19-25               |
| 10 settembre 2017 Nagoya Civic General Gymnasium, Nagoya Durata: 1h:52 - Spettatori: 8 000 | Cina          | 3 - 1 | Giappone      | 25-22, 24-26, 25-18, 25-16        |

### Classifica
| Pos | Squadra       | Pt | G | V | P | SV | SP | Ratio | PF  | PS  | Ratio |
| --- | ------------- | -- | - | - | - | -- | -- | ----- | --- | --- | ----- |
| 1   | Cina          | 14 | 5 | 5 | 0 | 15 | 4  | 3.750 | 454 | 343 | 1.323 |
| 2   | Brasile       | 11 | 5 | 3 | 2 | 13 | 7  | 1.857 | 438 | 405 | 1.081 |
| 3   | Stati Uniti   | 7  | 5 | 3 | 2 | 10 | 10 | 1.000 | 431 | 434 | 0.993 |
| 4   | Russia        | 7  | 5 | 2 | 3 | 9  | 10 | 0.900 | 411 | 427 | 0.962 |
| 5   | Giappone      | 6  | 5 | 2 | 3 | 10 | 11 | 0.909 | 462 | 471 | 0.980 |
| 6   | Corea del Sud | 0  | 5 | 0 | 5 | 0  | 15 | 0.000 | 260 | 376 | 0.691 |

## Podio

### Campione
Formazione: 1 Yuan Xinyue, 2 Zhu Ting, 6 Gong Xiangyu, 7 Diao Linyu, 8 Yao Di, 9 Zhang Changning, 10 Liu Xiaotong, 12 Zheng Yixin, 13 Wang Chenyue, 15 Lin Li, 16 Ding Xia, 18 Wang Mengjie, 20 Yan Ni, 22 Zeng Chunlei, CT: An Jajie

### Secondo posto
Formazione: 1 Mara Leão, 3 Naiane Rios, 4 Ana Carolina da Silva, 7 Rosamaria Montibeller, 9 Roberta Ratzke, 10 Gabriela Guimarães, 11 Tandara Caixeta, 12 Natália Pereira, 13 Amanda Francisco, 14 Gabriella de Souza, 15 Monique Pavão, 17 Suelen Pinto, 20 Ana Beatriz Corrêa, 21 Saraelen Lima, CT: José Roberto Guimarães

### Terzo posto
Formazione: 3 Carli Lloyd, 4 Justine Wong-Orantes, 5 Rachael Adams, 6 TeTori Dixon, 7 Lauren Carlini, 8 Lauren Gibbemeyer, 9 Madison Kingdon, 10 Jordan Larson, 11 Andrea Drews, 14 Michelle Bartsch, 15 Kimberly Hill, 16 Foluke Akinradewo, 17 Megan Courtney, 20 Aiyana Whitney, CT: Karch Kiraly

## Classifica finale
| Pos | Squadra       |
| --- | ------------- |
|     | Cina          |
|     | Brasile       |
|     | Stati Uniti   |
| 4   | Russia        |
| 5   | Giappone      |
| 6   | Corea del Sud |

## Premi individuali
| Premio                 | Nome                  | Squadra     |
| ---------------------- | --------------------- | ----------- |
| MVP                    | Zhu Ting              | Cina        |
| Miglior palleggiatrice | Koyomi Tominaga       | Giappone    |
| Miglior opposto        | Tandara Caixeta       | Brasile     |
| Miglior schiacciatrice | Zhu Ting              | Cina        |
| Miglior schiacciatrice | Jordan Larson         | Stati Uniti |
| Miglior centrale       | Ana Carolina da Silva | Brasile     |
| Miglior centrale       | Yuan Xinyue           | Cina        |
| Miglior libero         | Kotoe Inoue           | Giappone    |